# Езофагеални стент
Езофагеални стент је цевасти жичани уређај који се у медицини користи за одржавање физиолошких вредности величине попречног пресака или увећање, проширење или отварање лумена једњака код дисфагије или иноперабилних туморских процеса.
Езофагеални стент све више постаје значајна ендопротеза за палијативно лечење иноперабилних тумора једњака, желуца и кардије. Са развојем савремених вишенаменских SEPS и SEMS стентова сада постоји још више терапијских могућности у збрињавање бенигних и малигне болести езофагусаи кардије. Метода је минимално инвазивна, и значајно поправља квалитет живота, болесницима, који су се суочавали са бројним проблемима у исхрани и имали висок морбидитет након хируршких интервенција, или који су имали ограничене могућности лечења због вишеструког коморбидитета.
У будућности, нове иновације, као што су биоразградиви стент може још више побољшати пролазност кроз стент, смањити број компликација, и број реинтервенција након уградње стента.

## Намена и ограничења
Намена
Езофагеални стентови, који су направљенеи од металне легуре или дуготрајних полимера, користе за лечење различитих бенигних и малигних тумора једњака, у која спадају; неизлечиви канцери једњака, гастроезофагеални канцера, и канцер кардије.
Ограничења
Међутим, како је примена ових „крутих” протеза често повезана са високим бројем компликација и морбидитетом, постоје и одређена ограничења за њихову примену, као што су пептички улкус, анастомоза, и зрачење, трахеоезофагеална фистула, јатрогена перфорација, са истицањем садржаја.
Захваљујући све убрзанијем развоју, све квалитетнијих самоширећих пластичних стентова (енгл. self-expanding plastic stents - SEPS) и самоширећих металних стентова (енгл. self-expanding metal stents - SEMS), очекује се да лечење патолошких стања у једњака у наредном периоду буду све безбедније и исплативије.

## Компликације
Стопа реинтервенција након уградње стента креће се око 50%, а смрт болесника директно узрокована уградњом стента јављала се у око 0,5-2% болесника.
Компликације које могу настати након уградње езофагеалних стентова генерално су класификовани као ране или касне.
Ране компликације
Компликације из ове групе, које се јављају у до 32% пацијената, настају одмах или у року од 2-4 недеље након интервенције и укључују;
- Бол у грудима — продужена бол у грудима евидентиран је код 12-14% болесника
- Грозница.
- Крварење — незнатно крварења је релативно честа појава после уградње стента, а тежа се ретко, јављају у око 1% случајева.
- Гастроезофагеални рефлукс
- Перфорација, и миграција стента — спадају у најчешће ране и одложене компликација, и јављају се на у 7-75% случајева.[10]

Одложене компликације
Ове компликације (које се јављају код у 53-65% болесника), дефинисане су као компликација које се јављају најмање 2-4 недеље након пласирања стента; међутим, одложен компликације могу често настати и више месеци након поступка. У ове компликације спадају:
- Урастање тумора у стент — јавља се у 22% случајева.
- Миграција стента — јавља се у 9% случајева
- Оклузија стента — јавља се у 21% случајева.[11]
- Езофагеална фистула — јавља се у око 9% болесника
- Дисфагија — најчешће настаје као последица урастања тумора у стент

## Извор
1. ↑  Pierre Hindy, MD,corresponding author Jinwha Hong, Yvette Lam-Tsai, MD, and Frank Gress, MD „A Comprehensive Review of Esophageal Stents,”. Gastroenterol Hepatol (N Y). 8 (8): 526—534. август 2012.. .
2. ↑  Szegedi, L.; Gál, I.; Kósa, I.; Kiss, G. G. (2006). „Palliative treatment of esophageal carcinoma with self-expanding plastic stents: a report on 69 cases”. Eur J Gastroenterol Hepatol. 18 (11): 1197—1201. PMID 17033441. doi:10.1097/01.meg.0000236886.67085.2e.. [PubMed]
3. ↑  Saito, Y.; Tanaka, T.; Andoh, A.; Minematsu, H.; Hata, K.; Tsujikawa, T.; Nitta, N.; Murata, K.; Fujiyama, Y. (2008). „Novel biodegradable stents for benign esophageal strictures following endoscopic submucosal dissection.”. Dig Dis Sci. 53 (2): 330—333. PMID 17713855. doi:10.1007/s10620-007-9873-6.
4. ↑  Saito, Y.; Tanaka, T.; Andoh, A.; Minematsu, H.; Hata, K.; Tsujikawa, T.; Nitta, N.; Murata, K.; Fujiyama, Y. (2007). „Usefulness of biodegradable stents constructed of poly-l-lactic acid monofilaments in patients with benign esophageal stenosis.”. World J Gastroenterol. 13 (29): 3977—3980. PMC 4171171 . PMID 17663513. doi:10.3748/wjg.v13.i29.3977 .
5. ↑  Parker, Charles H.; Peura, David A. (1991). „Palliative treatment of esophageal carcinoma using esophageal dilation and prosthesis”. Gastroenterol Clin North Am. 20 (4): 717—729. PMID 1723968. doi:10.1016/S0889-8553(21)00584-7.. [PubMed]
6. ↑  Sharma, P.; Kozarek, R.; Practice Parameters Committee of American College of Gastroenterology (2010). „Practice Parameters Committee of American College of Gastroenterology. Role of esophageal stents in benign and malignant diseases”. Am J Gastroenterol. 105 (2): 258—273. PMID 20029413. doi:10.1038/ajg.2009.684.. [PubMed]
7. ↑  Jung GE, Sauer P, Schaible A. Tracheoesophageal fistula following implantation of biodegradable stent for a refractory benign esophageal stricture. Endoscopy. 2010;42(suppl 2): E338–E339.
8. 1 2  Ramirez, F. C.; Dennert, B.; Zierer, S. T.; Sanowski, R. A. (1997). „Esophageal self-expandable metallic stents—indications, practice, techniques, and complications: results of a national survey.”. Gastrointest Endosc. 45 (5): 360—364. PMID 9165315. doi:10.1016/S0016-5107(97)70144-5.
9. ↑  Martinez JC, Puc MM, Quiros RM. Esophageal stenting in the setting of malignancy. ISRN Gastroenterol. 2011;2011:719575.
10. ↑  Eickhoff, A.; Knoll, M.; Jakobs, R.; Weickert, U.; Hartmann, D.; Schilling, D.; Eickhoff, J. C.; Riemann, J. F. (2005). „Self-expanding metal stents versus plastic prostheses in the palliation of malignant dysphagia: long-term outcome of 153 consecutive patients.”. J Clin Gastroenterol. 39 (10): 877—885. PMID 16208111. doi:10.1097/01.mcg.0000180631.61819.4a.
11. ↑  Homann, N.; Noftz, M. R.; Klingenberg-Noftz, R. D.; Ludwig, D. (2008). „Delayed complications after placement of self-expanding stents in malignant esophageal obstruction: treatment strategies and survival rate.”. Dig Dis Sci. 53 (2): 334—340. PMID 17597412. doi:10.1007/s10620-007-9862-9.